# Puerto Guaraní
Puerto Guaraní es una pequeña localidad paraguaya del departamento de Alto Paraguay, ubicada a orillas del río Paraguay, a unos 822 km de Asunción, la capital del país.
Administrativamente forma parte del municipio de Fuerte Olimpo, ubicado a unos 30 km de distancia y en la actualidad cuenta con unos 700 habitantes aproximadamente.

## Historia

### Primeros años
No existe una fecha exacta de su fundación, pero se tomó el 7 de agosto de 1907 porque fue el día que comenzó a funcionar la fábrica taninera de Puerto Guaraní.
A inicios del siglo XX, debido a la industria de la extracción de árboles de quebracho para producir tanino (utilizado para curtir pieles) la localidad creció mucho y llegó a tener más de 5000 habitantes. En esa época la localidad contaba con un tren y se realizaron distintas construcciones, entre las que se destaca la iglesia de Puerto Guaraní, construida en la década de 1920 y restaurada en el año 2022.

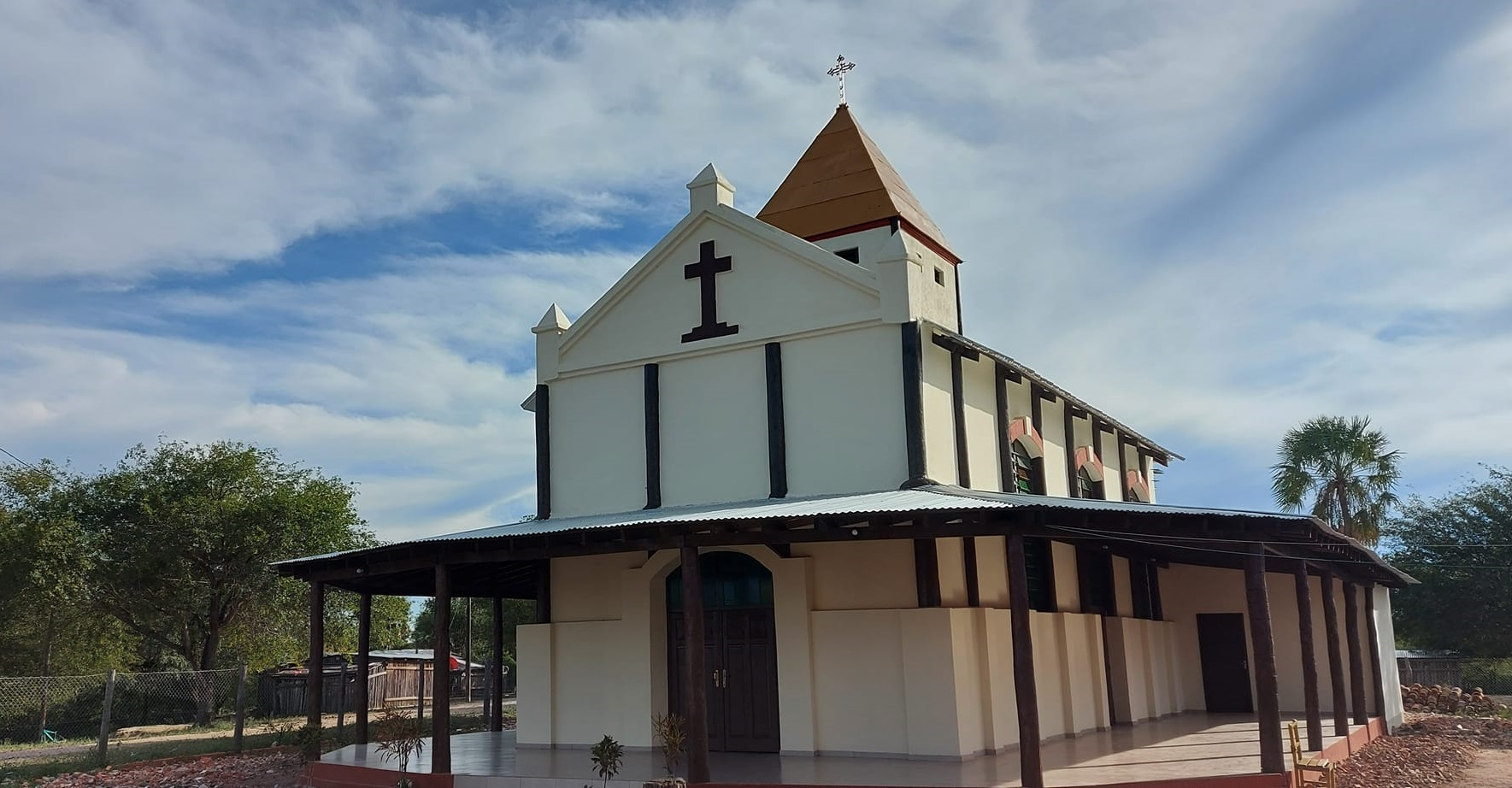
Parroquia Sagrada Familia (Iglesia de Puerto Guaraní) restaurada.

### Incidente de Mateo Gamarra
El 12 de octubre de 1931, se estaba realizando una fiesta con bailes en la localidad y en ella Mateo Gamarra, un empleado de la fábrica taninera quien era reconocido por ser un galán mujeriego, se fijó en una mujer llamada Emilia Ortiz, con la que decidió bailar. Este suceso llegó a oídos de su esposa, Delfina Servín, quien pronto llegó al baile y le reclamó a su pareja por su infidelidad. Mateo no le hizo caso y siguió con su coqueteo, esto hizo enojar a Delfina, quien luego de unas palabras, sacó un revólver y le dio 5 tiros a Mateo, matándolo ahí mismo. Este hecho, quedó plasmado en un poema de Estanislao Baéz, que luego se convirtió en una conocida música paraguaya. Debido a esto una calle del pueblo lleva el nombre de Mateo Gamarra.

### Guerra del Chaco
Durante la Guerra del Chaco (1932 - 1935) en Puerto Guaraní llegó a funcionar un gran hospital para tratar a los soldados heridos y también se utilizó el tren de la empresa taninera para transportar soldados y recursos, similar a como ocurrió en Puerto Casado.

### Declive
Luego de la guerra y con el declive de la industria del tanino en los años 50s, la fábrica quebró y la localidad empezó a decaer y muchos habitantes y negocios terminaron mudándose a otras ciudades con mejores oportunidades, por lo que Puerto Guaraní quedó casi como un pueblo fantasma y su población se vio fuertemente reducida. Los pocos habitantes que quedaron empezaron a dedicarse a la ganadería y a la pesca para subsistir.

### Actualidad
En la actualidad la localidad está nuevamente creciendo de manera lenta, gracias al esfuerzo de sus pobladores y a proyectos como el asfaltado de la ruta PY15 "Bioceanica" y la ruta D095, que benefician indirectamente a la comunidad, ya que ayudan a conectarla mejor con el resto del país.
Desde el año 2019, la localidad cuenta con una planta potabilizadora de agua, que brinda acceso al agua a la comunidad.

## Infraestructura
En la actualidad la infraestructura de la zona es escasa, pero aun así cuenta con algunas instituciones públicas como una escuela primaria, un colegio secundario, un registro civil, un juzgado de paz, una iglesia, etc.
Y también con algunas empresas privadas como: comerciales minoristas, restaurantes y un hotel para disfrutar de la vista al Pantanal (el pantano más grande del mundo).

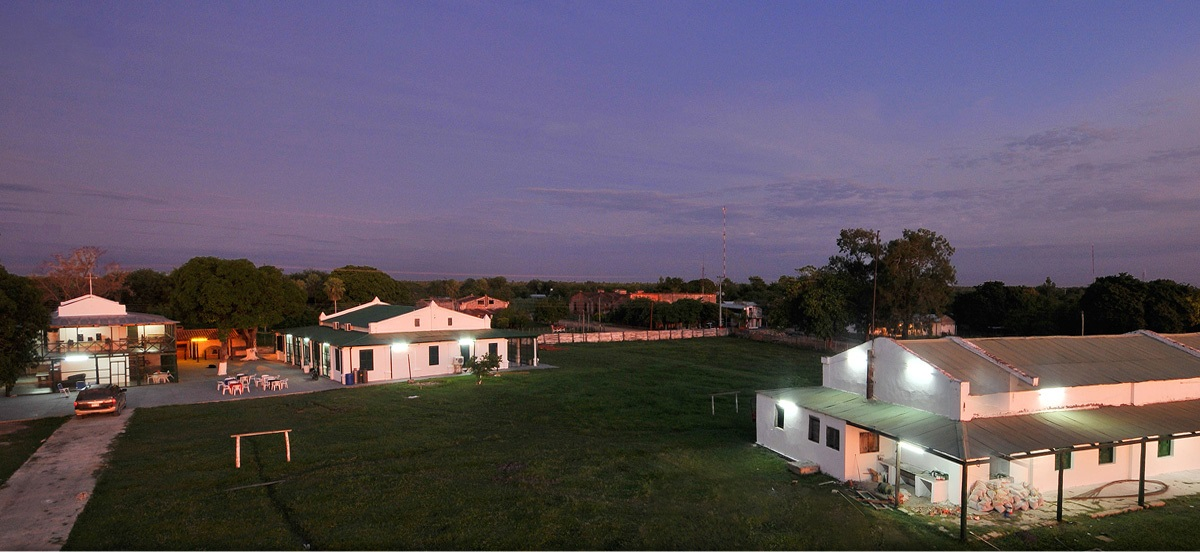
Hotel en Puerto Guaraní..

## Transporte
Se accede a la localidad por vía terrestre desde Fuerte Olimpo, a través de un camino de tierra de 30 km. Otra forma es desviando en el kilómetro 50 de la ruta D095 y pasando por un camino de tierra que atraviesa varias estancias de la zona hasta llegar a la localidad.
También se puede acceder a Puerto Guaraní por vía fluvial a través del Río Paraguay.
Y también por vía aérea, ya que la localidad cuenta con una pequeña pista de aterrizaje de tierra de unos 800 metros de longitud, aunque esta se encuentra bastante en desuso actualmente.